# Jet Nijpels
Henriette Maria (Jet) Nijpels-Hezemans (Bergen op Zoom, 10 september 1947) is een Nederlands oud-politica. Zij was raadslid voor de VVD in Eindhoven en fractievoorzitter van het Algemeen Ouderen Verbond (AOV) en de Groep-Nijpels in de Tweede Kamer.
Nijpels werd in 1994 als lijsttrekker voor het AOV aangezocht door partijoprichter Martin Batenburg. De ouderenpartij kreeg in de verkiezingscampagne van 1994 de wind in de rug door een ondoordachte uitspraak van CDA-lijsttrekker Elco Brinkman. Die antwoordde op een vraag van het NOS Journaal dat het CDA niet alleen van plan was de uitkeringen te bevriezen, maar ook de AOW.
Het Algemeen Ouderenverbond kwam met zes zetels in de Tweede Kamer. Binnen korte tijd bleek het echter te rommelen in de fractie. Nijpels en Martin Batenburg kregen ruzie en als gevolg daarvan werd de fractie gesplitst tussen de "Nijpelianen" en "Batenburgianen". De ouderensoap werd met leedvermaak gevolgd door andere fracties en de pers. In november 2016 werd bekend dat Nijpels 50PLUS-leider Henk Krol waarschuwde voor de scheuring die ontstond met fractielid Norbert Klein in 2014.
De scheiding der geesten leidde ertoe dat in 1998 drie ouderenpartijen aan de Kamerverkiezingen deelnamen: Nijpels cum suis als Senioren 2000, Batenburg als het Nieuw Solidair Ouderenverbond en de overigen als AOV-Unie 55+. Geen van deze partijen haalde een zetel.
Jet Nijpels is een schoonzuster van oud-minister Ed Nijpels.
- Parlement.com: vg09lllhimt5